# 蒙特內哥羅的埃萊娜
埃萊娜（義大利語：Elena，1871年1月8日—1952年11月28日）是意大利王后和蒙特內哥羅公國公主。她的丈夫是意大利国王维托里奥·埃马努埃莱三世。
埃萊娜是蒙特內哥羅王國國王尼古拉一世的女儿。1896年，她和維克多·伊曼紐三世结婚并改宗罗马天主教。婚后她生有两名儿子。在1946年意大利政体公投中，意大利王室被废除。在埃及國王法鲁克一世的欢迎下，埃萊娜一家流亡到埃及王國。1952年，她在法国因癌症逝世。